# Aus
Pour les articles homonymes, voir Aus.
Aus (« dehors » en allemand, « gros serpent » en khoïsan) est un petit village de Namibie situé à 125 km à l'est de la ville côtière de Lüderitz dans la région administrative de Karas.

## Histoire
Un camp de prisonniers de guerre est érigé à Aus après la défaite de l'Armée allemande devant les forces de l'Union d'Afrique du Sud, consommée le 9 juillet 1915. Dans un premier temps il reçoit 1 552 prisonniers allemands, un nombre qui s'élève bientôt à 1 845. En novembre 1915, ils ne sont plus que 1 438, surveillés par une garnison de 600 soldats. 

Dans cette région où les conditions météorologiques sont extrêmes, avec des étés torrides et des hivers rigoureux, les tentes s'avèrent bientôt inadaptées. Les troupes allemandes construisent d'abord de petites huttes de briques crues, puis un véritable village avec des structures plus solides, de la pierre, de l'argile et de la tôle ondulée. 

En 1918 une épidémie de grippe décime le camp, faisant 69 victimes parmi les prisonniers et 60 chez les militaires. 

Après la fin de la Première Guerre mondiale en novembre 1918, le camp est officiellement et définitivement fermé le 13 mai 1919. 

Le statut de Monument national est conféré au camp le 15 juin 1985 et un monument y est érigé le 3 août de la même année. Quelques vestiges du camp sont toujours visibles et peuvent être visités.

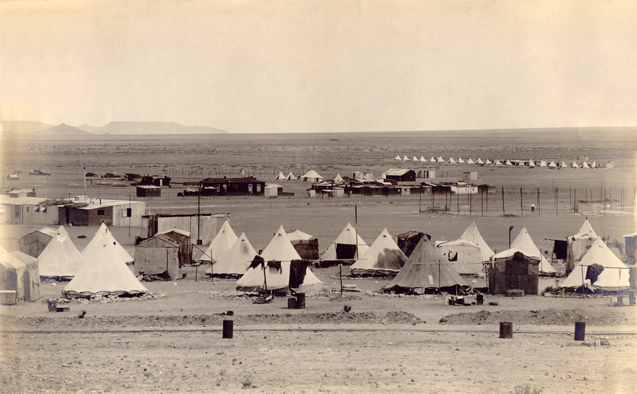
Camp de prisonniers de guerre allemands (1915-1919).
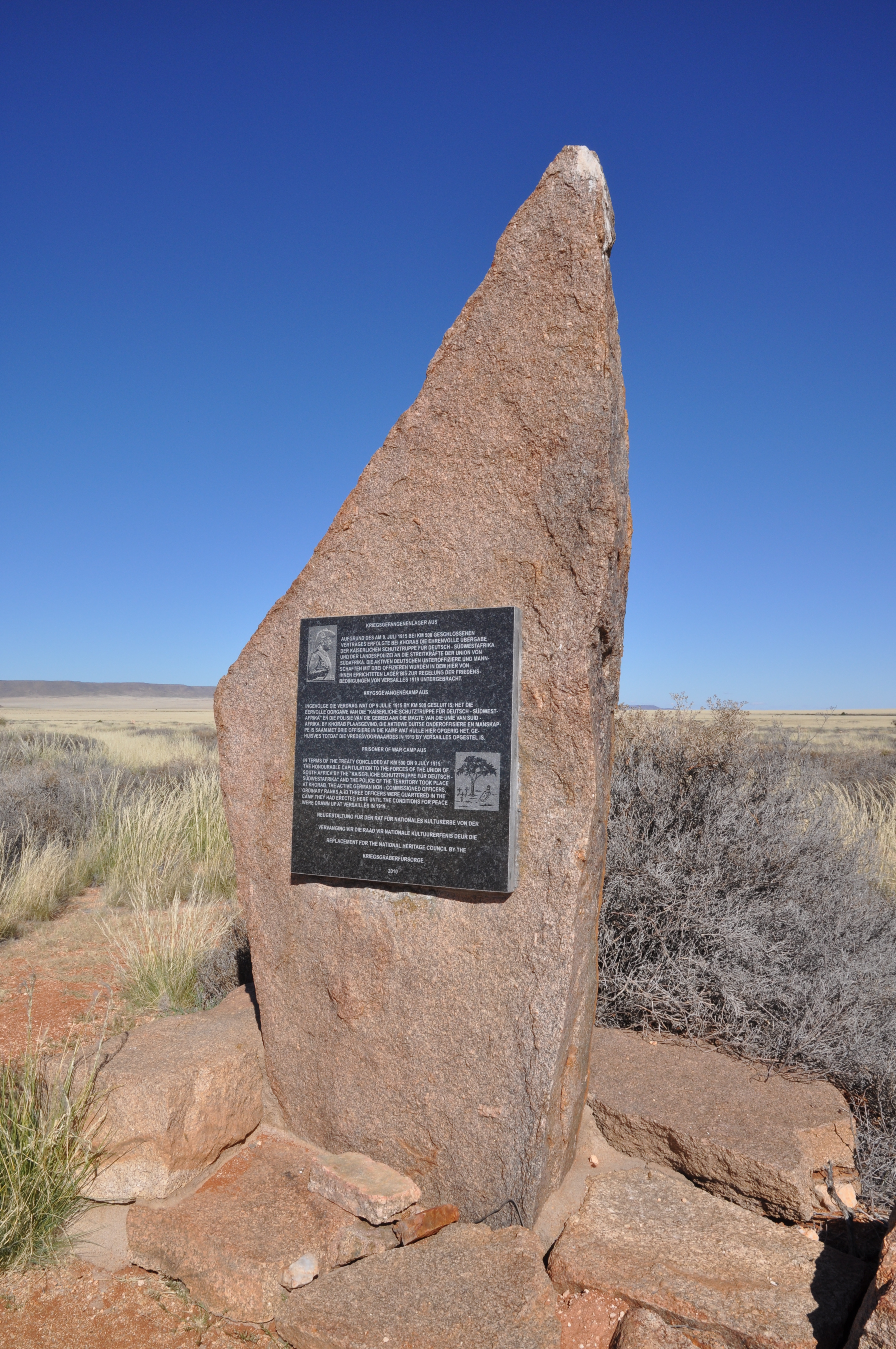
Mémorial du camp.

## Tourisme
Village étape entre le Fish River Canyon et Lüderitz, Aus est le point de départ de safaris d'observation de chevaux sauvages à Garub, dont l'origine est incertaine. Ils pourraient y avoir été abandonnés après le départ des troupes allemandes.

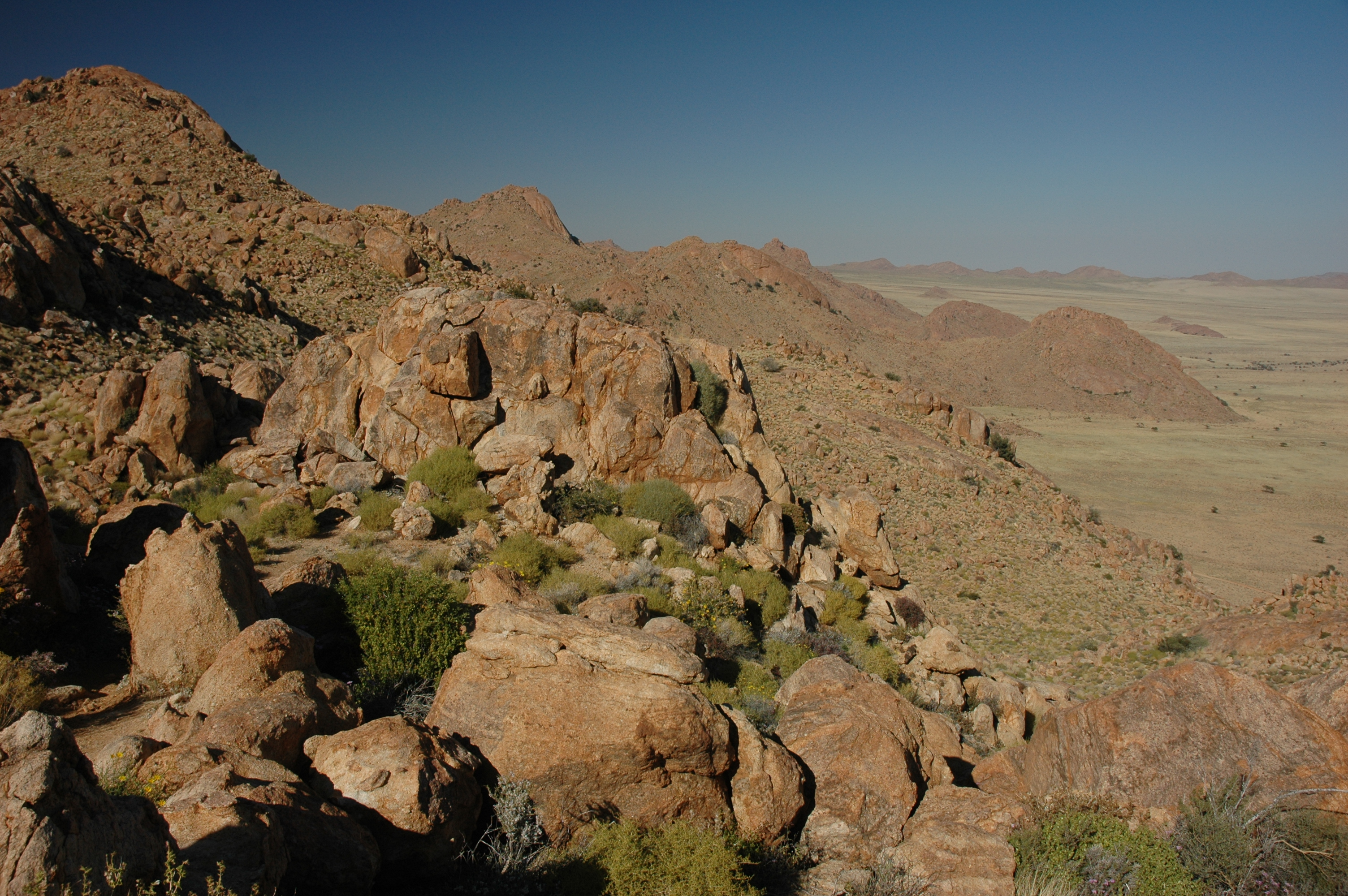
Formation rocheuse des environs.
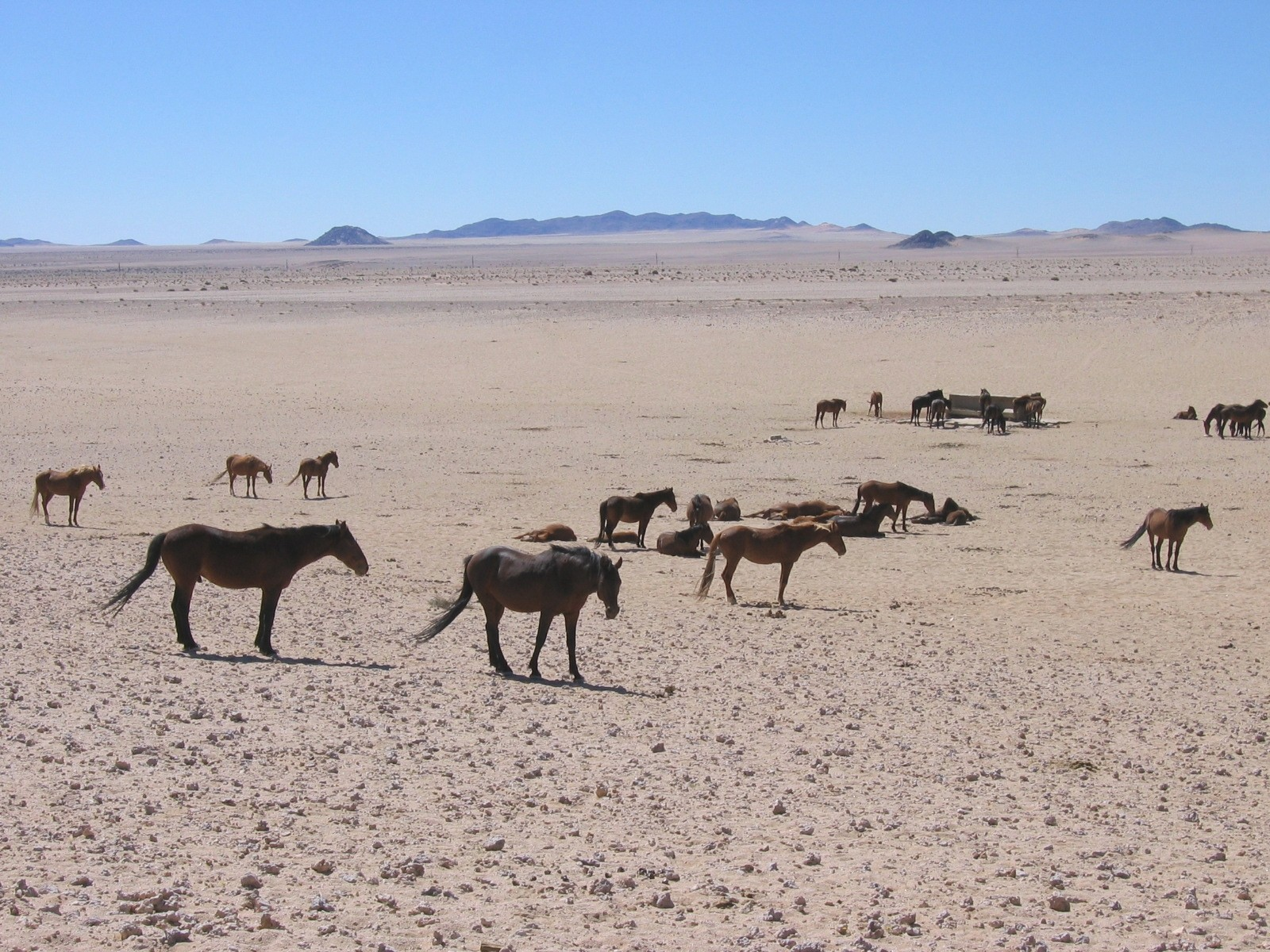
Chevaux sauvages aux alentours.
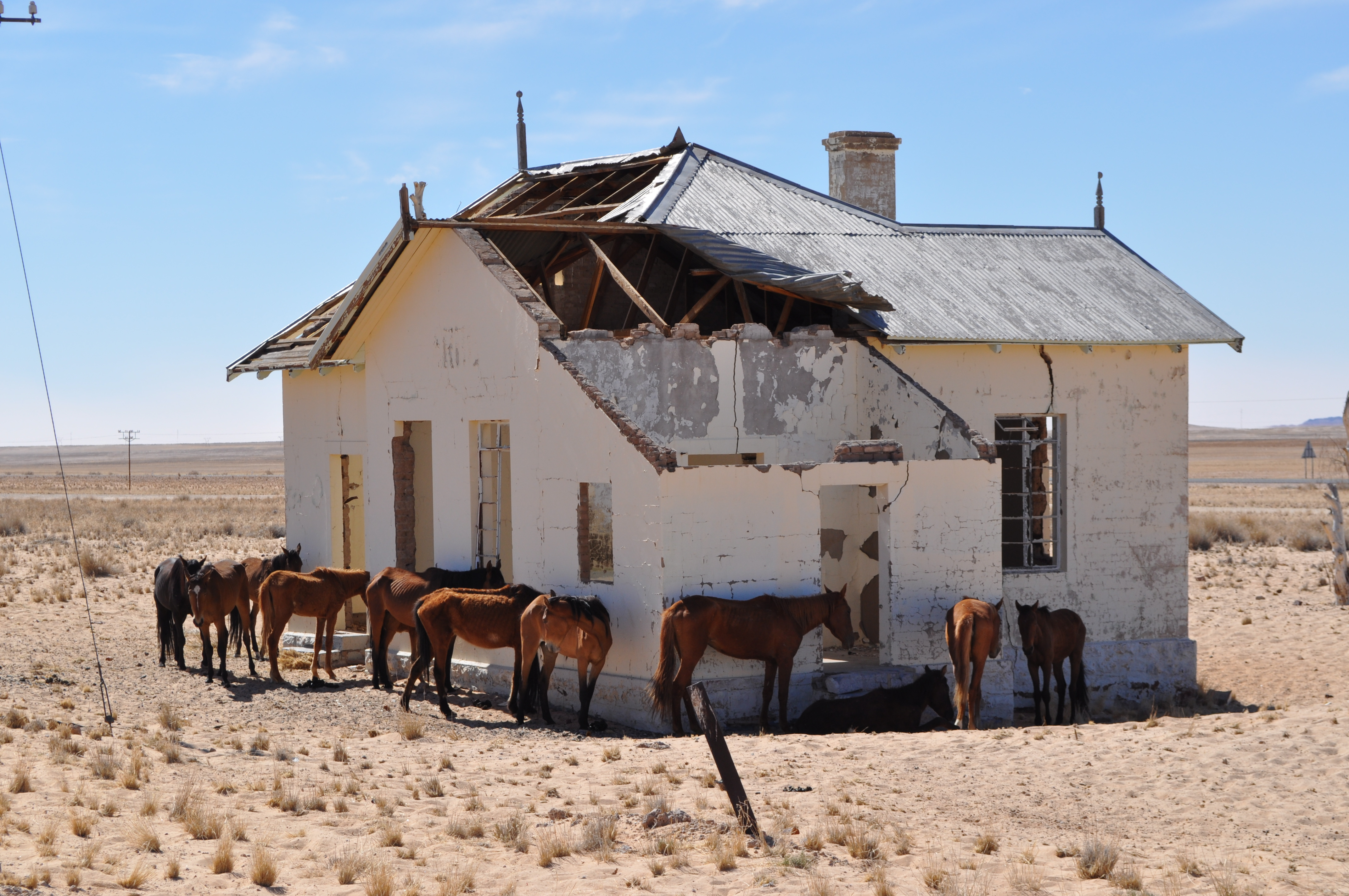
Chevaux sauvages près de la gare désaffectée de Garub.
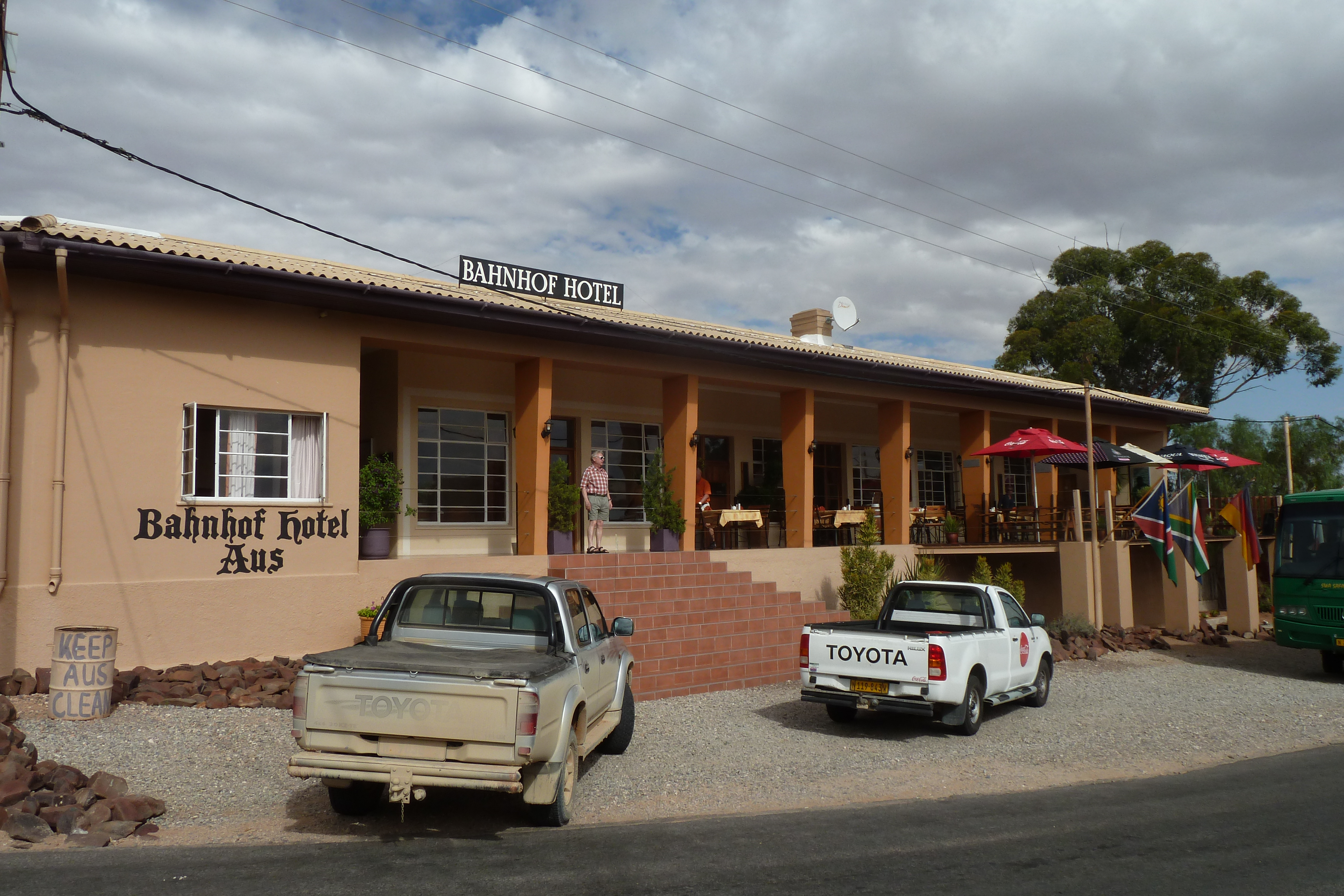
Hôtel de la Gare à Aus.